# Iúlia Lipnítskaia
Iúlia Lipnítskaia (en rus: Юлия Липницкая; va néixer el 5 de juny de 1998, Iekaterinburg) és una patinadora artística sobre gel russa. És campiona d'Europa de 2014 en individual femení i campiona olímpica a Sotxi 2014 en la competició de patinatge artístic per equips. També fou campiona del món júnior en 2012.